# Villers (Loara)
Villers – miejscowość i gmina we Francji, w regionie Owernia-Rodan-Alpy, w departamencie Loara.
Według danych na rok 1990 gminę zamieszkiwało 506 osób, a gęstość zaludnienia wynosiła 88 osób/km² (wśród 2880 gmin regionu Rodan-Alpy Villers plasuje się na 1141. miejscu pod względem liczby ludności, natomiast pod względem powierzchni na miejscu 1454.).